# 부그와 엘리엇 (영화 시리즈)
《부그와 엘리엇》은 컬럼비아 픽처스가 배급하고 소니 픽처스 애니메이션이 제작한 애니메이션 영화 시리즈이다.

## 영화
- 부그와 엘리엇
- 부그와 엘리엇 2
- 부그와 엘리엇 3
- 부그와 엘리엇: 늑대 인간의 공포

## 단편 영화
- Boog and Elliot's Midnight Bun Run